# Бжиська (гміна)
Бжиська (пол. Gmina Brzyska) — сільська гміна у східній Польщі. Належить до Ясельського повіту Підкарпатського воєводства.
Станом на 31 грудня 2011 у гміні проживало 6426 осіб.

## Територія
Згідно з даними за 2007 рік площа гміни становила 45.13 км², у тому числі:
- орні землі: 71.00%
- ліси: 23.00%

Таким чином, площа гміни становить 5.43% площі повіту.

## Населення
Станом на 31 грудня 2011:
| Опис     | Загалом | Загалом | Чоловіки | Чоловіки | Жінки | Жінки |
| -------- | ------- | ------- | -------- | -------- | ----- | ----- |
| одиниця  | осіб    | %       | осіб     | %        | осіб  | %     |
| все      | 6426    | 100     | 3191     | 49.66    | 3235  | 50.34 |
| міське   | 0       | 100     | 0        |          | 0     |       |
| сільське | 6426    | 100     | 3191     | 49.66    | 3235  | 50.34 |

## Сусідні гміни
Гміна Бжиська межує з такими гмінами: Бжостек, Йодлова, Новий Жміґруд, Сколишин, Шежини, Ясло, Ясло.